# Stopnik, Tolmin
Stopnik este o localitate din comuna Tolmin, Slovenia, cu o populație de 94 de locuitori.